# باول لورانس دانبار
باول لورانس دانبار (27 يونيو 1872 - 9 فبراير 1906) (بالإنجليزية: Paul Laurence Dunbar)‏ هو شاعر وروائي وكاتب مسرحي وكاتب قصة قصيرة أمريكي من أصول أفريقية، امتدت فترة تأليفه من أواخر القرن التاسع عشر إلى بداية القرن العشرين.

## حياته
ولد في بايتون في ولاية أوهايو لأبوين من أصول أفريقية استُعبِدوا في كنتاكي قبل اشتعال الحرب الأهلية الأمريكية. بدأت علاقة دنبار مع التأليف منذ طفولته، عندما كان يكتب قصص قصيرة ومقاطع شعريَّة، وتولَّى في صِغَرِه رئاسة الجمعية الأدبية في مدرسته. نشر أُولى قصائده في عمر السادسة عشر في صحيفة محلية.
معظم أعمال دنبار المشهورة في حياته الأدبية كُتِبت بلهجة الأمريكيين الأفارقة المرتبطة بالجنوب الأمريكي قبل الحرب الأهلية، ولكنَّه كتب أيضاً بلهجات أخرى من ضمنها الألمانية ولهجة المناطق الوسطى في الغرب الأمريكي. أعمال دنبار الأدبية لقيت استحساناً من قبل الناقد الأمريكي وليام دين هاولز الذي عاش في نفس العصر، ويعتبر دنبار واحداً من أوائل الأمريكيين الأفارقة من تكوَّنت لديهم سمعة أدبية تخطَّت الحدود إلى العالمية. شارك دنبار في إنجاح أوَّل عمل موسيقي قام به أمريكيون أفارقة في أحد مسارح برودواي، وهي المسرحية الموسيقية الكوميدية «في داهومي» (In Dahomey) واقتصر دوره على تأليف أبيات الشعر المُغَنَّاه، اشتهرت بعد المسرحية الموسيقية بعد عرضها وذاع صيتها في الولايات المتحدة والمملكة المتحدة.
كتب دنبار بعضاً من قصائده ومؤلفاته باللغة الإنجليزية التقليدية خاليةً من الألفاظ العامِّية الخاصَّة بمجتمع الأفارقة، ومنذ القرن العشرين اتَّجه اهتمام النُّقاد إلى هذه الأعمال وحظيت بعناية أكبر. تُوفِّي دنبار في 1906 عن عمر بلغ 33 سنة نتيجة إصابته بمرض السُّل.

## مؤلفاته
| دواوين شعر: |

| - «Oak and Ivy» (تاريخ النشر: 1892) - «Majors and Minors» (تاريخ النشر: 1896) - «Lyrics of Lowly Life» (تاريخ النشر: 1896) - «We Wear the Mask» (تاريخ النشر: 1896) - «Li'l' Gal» (تاريخ النشر: 1896) - «When Malindy Sings» (تاريخ النشر: 1896) | - «Poems of Cabin and Field» (تاريخ النشر: 1899) - «The Haunted Oak» (تاريخ النشر: 1900) - «Candle-lightin' Time» (تاريخ النشر: 1901) - «Lyrics of the Hearthside» (تاريخ النشر: 1902) - «In Old Plantation Days» (تاريخ النشر: 1903) - «Lyrics of Sunshine and Shadow» (تاريخ النشر: 1905) |

روايات وقصص قصيرة:
| - «Folks From Dixie» (تاريخ النشر: 1898، مجموعة قصص قصيرة) - «The Heart of Happy Hollow» (مجموعة قصص قصيرة) - «The Strength of Gideon and Other Stories» (تاريخ النشر: 1900) - «The Uncalled» (تاريخ النشر: 1898، رواية) | - «The Love of Landry» (يُنظرُ إليها كدخيلة على أعمال دانبار المتعلقة بقضية الأمريكيين الأفارقة، وتُنتَقد بسبب طريقة عرضها للشخصيات البيضاء) - «The Fanatics» (تتحدث عن أمريكا في الحرب الأهلية، وتعرض القضايا من وجهة نظر عائلة بيضاء من الشمال وأخرى من الجنوب الأمريكي. لم تنجح الرواية عقب نشرها، وفشلت تجارياً) - «The Sport of the Gods» (تاريخ النشر: 1902، رواية) |

## وصلات خارجية
- باول لورانس دانبار على موقع IMDb (الإنجليزية)
- باول لورانس دانبار على موقع الموسوعة البريطانية (الإنجليزية)
- باول لورانس دانبار على موقع ميوزك برينز (الإنجليزية)
- باول لورانس دانبار على موقع قاعدة بيانات برودواي على الإنترنت (الإنجليزية)
- باول لورانس دانبار على موقع إن إن دي بي (الإنجليزية)
- باول لورانس دانبار على موقع ديسكوغز (الإنجليزية)

- قصائد لباول لورانس دانبار مترجمة إلى العربية، من ترجمة صالح الرزوق، مجلة الصداقة الثقافية.